# Seznam italijanskih pianistov
Seznam italijanskih pianistov.

## A
- Guido Agosti
- Giuseppe Albanese
- Franco Alfano
- (Piero Angela)

## B
- Arturo Benedetti Michelangeli
- Renata Borgatti
- Ferruccio Busoni

## C
- Nazzareno Carusi
- Alfredo Casella
- Mario Castelnuovo-Tedesco
- Gian Paolo Chiti
- Dino Ciani
- Aldo Ciccolini
- Muzio Clementi

## E
- Ludovico Einaudi (1955-)

## F
- Guido Alberto Fano
- Adolfo Fumagalli

## G
- Gianandrea Gavazzeni
- Raphael Gualazzi

## M
- Leone Magiera
- Giuseppe Martucci
- Romano Mussolini

## N
- Fabio Nieder

## P
- Antonio Pappano
- Maurizio Pollini

## R
- Beatrice Rana
- Vito Raeli
- Danilo Rea (jazz)
- Bruno Rigacci

## S
- Dino Siani

## T
- Enrico Toselli
- Armando Trovajoli

## V
- Carlo Vidusso
- Roman Vlad
- Antonino Votto

## Z
- Carlo Zecchi